# 保科正光
保科 正光（ほしな まさみつ）は、戦国時代から江戸時代前期にかけての武将・大名。下総国多古藩（多胡藩）藩主、後に信濃国高遠藩の初代藩主となる。
徳川秀忠の子・保科正之を養嗣子とした。

## 生涯
永禄4年（1561年）、甲斐国武田氏の家臣・保科正直の長男として生まれる。
天正10年（1582年）3月の織田信長による武田征伐での甲斐武田氏滅亡後は、武田勝頼の人質になっていたのを井深重吉（井深茂右衛門。井深大の先祖。「井深宅右衛門」項目参照）によって救出されて徳川家康に従い、高遠城を預かった。天正12年（1584年）の小牧・長久手の戦いや天正18年（1590年）の小田原征伐にも参加し、家康の関東移封に伴って下総国多古（多胡）に1万石の領地を与えられた。天正19年（1591年）の九戸政実の乱の鎮圧にも参加し、天正20年（1592年）からの文禄・慶長の役においても家康に従って肥前国名護屋城に在陣した。
慶長5年（1600年）の関ヶ原の戦いでは、東軍に属して遠江国浜松城を守備する。戦後2ヶ月ほどは越前国北之庄城に城番して法興寺の寺規定め、貢租の収納方法を定めるなど内政に尽力した。その功績により、同年11月、旧領に戻されて高遠藩2万5000石を立藩する。慶長8年（1603年）2月に森忠政の川中島領を預かり、松代城や飯山城の城番を担当した。慶長11年（1606年）の江戸城石垣普請や、慶長16年（1611年）の江戸城堀普請などでも功績を挙げた。
慶長19年（1614年）の大坂冬の陣では、徳川方として淀城を守備し、慶長20年（1615年）の大坂夏の陣では天王寺の戦いで武功を挙げ首級14を得たが、自らも槍傷3ヶ所、鉄砲傷1箇所を得た。このため、江戸幕府第2代将軍・徳川秀忠から祖父・正俊や父・正直に劣らぬ武功を受け継いだと賞賛されている。
元和2年（1616年）には越後国三条城城番を務めている。その後も元和3年（1617年）の秀忠上洛、元和9年（1623年）と寛永3年（1626年）の秀忠・家光上洛に供奉し、秀忠の日光社参にも供奉した。また秀忠上洛の際、天皇と中宮の二条城行幸・行啓に勤仕した。
元和3年（1617年）、秀忠の庶子で、秘匿されて武田信玄の娘の見性院に預けられていた幸松丸（後の保科正之）を養嗣子として迎え、その養育に当たった。預かるにあたって、正光は承知したが将軍家の若君を迎えるにあたっては、内々で上意を賜りたいと、秀忠側近の老中土井利勝や井上正就を通して秀忠に伝えられ「幸松のこと保科肥後守の在所へ引き取らせ養子分にいたして養育させよ」と内意が下り、正式に保科家の養子になる。
元和4年（1618年）には秀忠の上洛に従った功績として、筑摩郡に5000石を加増されて3万石の大名となる。元和6年（1620年）には大坂城番、元和9年（1623年）には伏見城番を務めた。
寛永8年（1631年）10月7日に死去した。享年71。
正光には養子として弟の正貞を迎えていたが、正貞とは不仲であったために（一説には正之に遠慮して申し出たとも）廃嫡し、同じく弟で養子の正重も早世したため、遺言で家督は正之に継がせている。正之を正嫡としたのは、正光生前であったともされる。
正室は真田昌幸の娘であるが、慶長15年（1610年）10月に早世している。

## 人物

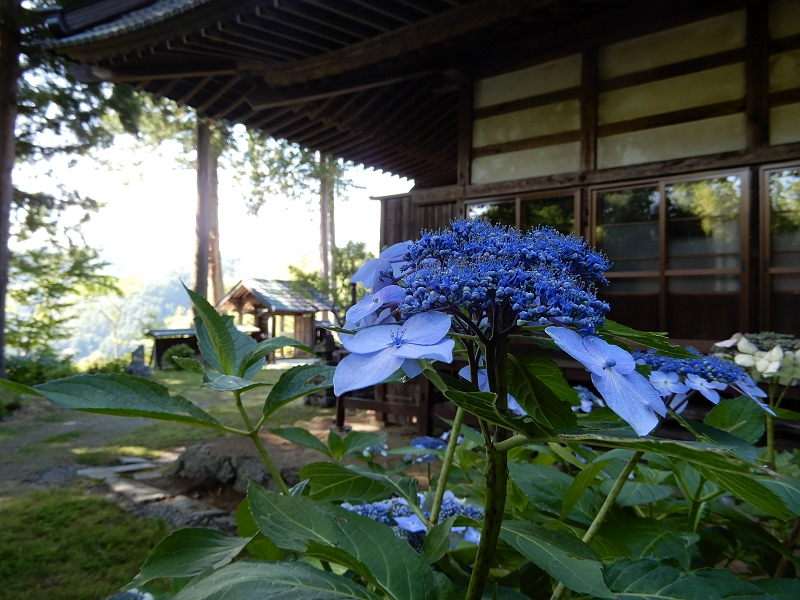
高遠樹林寺

信仰心の厚い人物で、城内にあった諏訪神社を庶民が参拝できないからとして城外に移したり、多古に近い小見川の樹林寺の中にあった夕顔観音を模造して、同じ名前の寺を建ててそこに納めたりしている。秀忠からの信任は特に厚く、そのため正之の養育係を任されたとされる。養子の正之は正光の恩を忘れず、松平姓を名乗ることを許されても、終生保科姓を通し続けている。